# 1998 au Liban
Chronologie du Liban
- 1994
- 1995
- 1996
- 1997
- 1998
- 1999
- 2000
- 2001
- 2002

Cet article présente les faits marquants de l'année 1998 au Liban ou concernant ce pays.

## Évènements
- 1er avril : Israël annonce qu'il accepte, sous conditions, la Résolution 425 du Conseil de sécurité des Nations unies et propose un retrait de ses troupes du Liban[1].
- 29 au 31 mai : le président français Jacques Chirac est en visite au Liban à l'occasion de l'inauguration de la Résidence des Pins restaurée[1].
- 15 octobre : le général Émile Lahoud est élu président de la République libanaise[1].

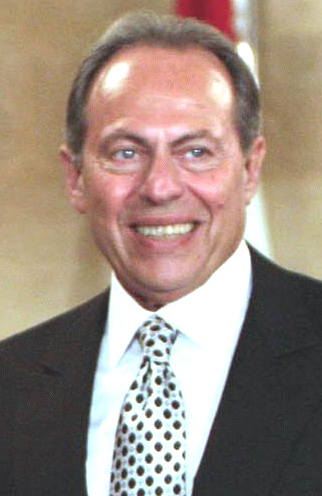
Emile Lahoud.

- 2 décembre : le président Émile Lahoud nomme Sélim Hoss au poste de Premier ministre[1].

## Cinéma
- Beyrouth Fantôme (أشباح بيروت, Ashbah Beyrouth), film libanais réalisé par Ghassan Salhab, sorti en 1998.
- West Beyrouth, film norvégo- belgo-libano-français réalisé par Ziad Doueiri et sorti en 1998. Il évoque la guerre de Liban en 1975, telle qu'elle a été vécue par deux adolescents.

## Sport
- Championnat du Liban de football 1997-1998 : c'est le club d'Al Ansar, tenant du titre depuis 1988, qui remporte à nouveau le championnat cette saison, après avoir terminé en tête du classement final avec dix points sur Nejmeh SC et vingt sur Al Tadamon Tyr. C'est le dixième titre (consécutif) de champion du Liban de l'histoire du club.